# クストス
クストス（英:CVSTOS）は、スイスにある高級機械式腕時計メーカー。2005年に実業家のサスーン・シルマケスとデザイナーのアントニオ・テラノヴァによって設立された。

## コンセプト
クストスという名前の由来はラテン語で“守護神”という意味であるため、スイスの時計製造における伝統の真髄を守っている。独自の哲学であるハイテク、スポーティ、エレガンスという重要な価値観がパーツの細部まで宿っている。
コレクションは、コンセプト-S（sport）、ミニッツリピーター　トゥールビヨン」まで幅広いモデルを展開している。